# János Halász
János Halász (Seghedino, 15 maggio 1929 – Budapest, 30 ottobre 2017) è stato un cestista ungherese.

## Carriera
Con l'Ungheria ha disputato i Giochi olimpici di Londra 1948.